# Kincaid (Virginia Occidental)
Kincaid es un lugar designado por el censo ubicado en el condado de Fayette en el estado estadounidense de Virginia Occidental. En el Censo de 2010 tenía una población de 260 habitantes y una densidad poblacional de 114,86 personas por km².

## Geografía
Kincaid se encuentra ubicado en las coordenadas 38°2′29″N 81°16′35″O / 38.04139, -81.27639. Según la Oficina del Censo de los Estados Unidos, Kincaid tiene una superficie total de 2.26 km², de la cual 2.23 km² corresponden a tierra firme y (1.49%) 0.03 km² es agua.

## Demografía
Según el censo de 2010, había 260 personas residiendo en Kincaid. La densidad de población era de 114,86 hab./km². De los 260 habitantes, Kincaid estaba compuesto por el 98.08% blancos, el 0.38% eran afroamericanos, el 0% eran amerindios, el 0% eran asiáticos, el 0% eran isleños del Pacífico, el 0% eran de otras razas y el 1.54% pertenecían a dos o más razas. Del total de la población el 0.77% eran hispanos o latinos de cualquier raza.